# Сухопутні війська Таїланду

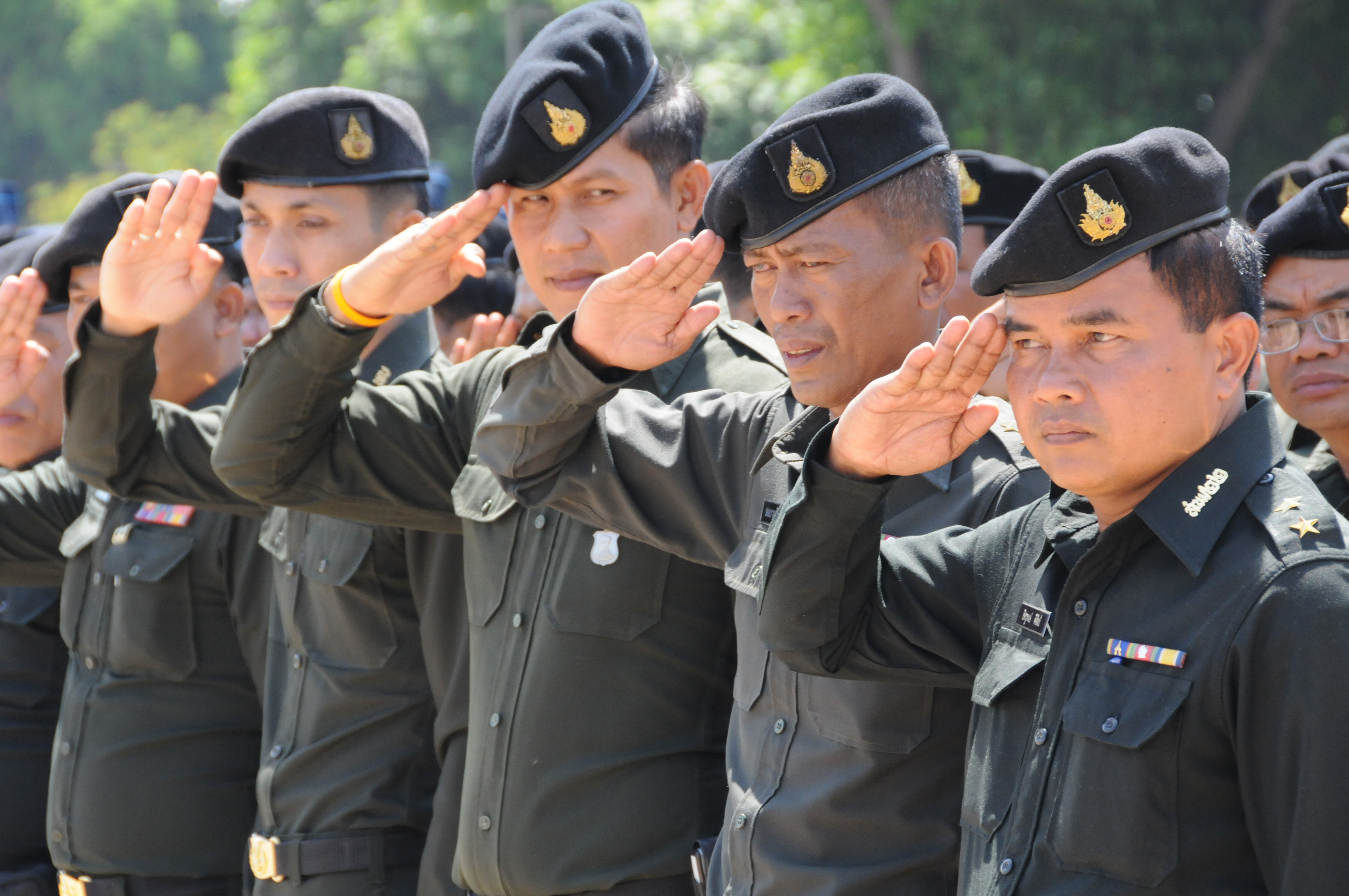
Військовослужбовці Таїланду вітають Заступника Верховного командувача та американського посла у Таїланді у місті Кхорат з нагоди відкриття церемонії «Золото Кобри» (8 травня 2008 року)

Сухопутні війська Таїланду також Королівська армія Таїланду (тай. กองทัพบกไทย) — сухопутні війська Таїланду, найстаріша та найбільша гілка Королівських збройних сил Таїланду. створені в 1874 році.

## Структура
- 1-й військовий округ (штаб — Бангкок):
  - 1-ша піхотна дивізія
  - 2-га піхотна дивізія
  - 9-та піхотна дивізія
  - 11-та піхотна дивізія
  - 1-ша резервна піхотна дивізія
  - допоміжні інженерні підрозділи, 1-й резервний мотопіхотний батальйон
- 2-й військовий округ (штаб — Накхонсітхаммарат):
  - 3-тя піхотна дивізія
  - 6-та піхотна дивізія
  - 12-та піхотна дивізія
  - 2-га резервна піхотна дивізія
- 3-й військовий округ (штаб — Пхітсанулок):
  - 4-та піхотна дивізія
  - 3-тя резервна піхотна дивізія
  - 1-ша танкова дивізія
- 4-й військовий округ (штаб — Накхонсітхаммарат):
  - 5-та піхотна дивізія
  - 4-та резервна піхотна дивізія

Окреме командування розпоряджається спеціальними силами армії Таїланду, що включають 2 піхотні дивізії сил спеціального призначення, резервну дивізію спеціального призначення, 3 механізовані дивізії, 1 спеціальний артилерійський батальйон, 4 спеціальні військово-повітряні дивізіони і 3 мобільні авіаційні.

## Озброєння
| Тип                       | Виробництво     | Призначення                       | Кількість | Примітки                                                   |       |
| Танки                     | Танки           | Танки                             | Танки     | Танки                                                      | Танки |
| ------------------------- | --------------- | --------------------------------- | --------- | ---------------------------------------------------------- | ----- |
| МВТ-3000                  | КНР, Таїланд    | Основний бойовий танк             | 28        | Планується постачання ще 21 танка.                         |       |
| БМ «Оплот»                | Україна         | Основний бойовий танк             | 49        |                                                            |       |
| М60А1                     | США             | Основний бойовий танк             | 53        |                                                            |       |
| М60А3                     | США             | Основний бойовий танк             | 125       |                                                            |       |
| Тип 69                    | КНР, Таїланд    | Основний бойовий танк             | 50        | місцеве позначення Тип 30. на зберіганні                   |       |
| М48А5                     | США             | Середній танк                     | 105       |                                                            |       |
| M41 Walker Bulldog        | США             | Легкий танк                       | 24        |                                                            |       |
| FV101 Скорпион            | Велика Британія | Легкий танк                       | 104       | додатково 50 на зберіганні                                 |       |
| Стінгрей                  | США             | Легкий танк                       | 66        |                                                            |       |
| Бронерозвідувальні машини |                 |                                   |           |                                                            |       |
| Shorland                  | Австралія       | Бойова розвідувальна машина       | 32        |                                                            |       |
| M1114 HMMWV               | США             | Бойова розвідувальна машина       | [ 3 ]     |                                                            |       |
| Бронетранспортери         |                 |                                   |           |                                                            |       |
| VN-1                      | КНР             | бронетранспортер                  | 34        |                                                            |       |
| БТР-3E1                   | Україна         | бронетранспортер                  | 234       |                                                            |       |
| Condor UR-425             | Німеччина       | бронетранспортер                  | 18        |                                                            |       |
| LAV-150 Commando          | США             | бронетранспортер                  | 142       |                                                            |       |
| Reva                      | ПАР             | бронетранспортер                  | 100       | броньований автомобіль із протимінним захистом             |       |
| M113A1/A3                 | США             | бронетранспортер                  | 430       |                                                            |       |
| Тип 85 YW-351H            | КНР             | бронетранспортер                  | 450       |                                                            |       |
| Bronco                    | Сінгапур        | бронетранспортер                  | [ 3 ]     |                                                            |       |
| Протитанкове озброєння    |                 |                                   |           |                                                            |       |
| M901 ITV                  | США             | ПТРК                              | 18        | самохідна установка TOW на шасі M113A1                     |       |
| M47 Dragon                | США             | переносний ПТРК                   | 300       |                                                            |       |
| М-20                      | США             | 75-мм Безвідкотна гармата         | 30        |                                                            |       |
| М-40                      | США             | 106-мм Безвідкотна гармата        | 150       |                                                            |       |
| M72 LAW                   | США             | 66-мм РПГ                         | [ 3 ]     |                                                            |       |
| Артилерія                 |                 |                                   |           |                                                            |       |
| CAESAR                    | Франція         | 155-мм САУ                        | 6         |                                                            |       |
| М109А5                    | США             | 155-мм САУ                        | 20        |                                                            |       |
| Giat LG1 Mk II            | Франція         | 105-мм гаубиця                    | 24        |                                                            |       |
| OTO Melara Mod 56         | Італія          | 105-мм гаубиця                    | 12        |                                                            |       |
| M101                      | США             | 105-мм гаубиця                    | 200       |                                                            |       |
| M102                      | США             | 105-мм гаубиця                    | 12        |                                                            |       |
| M618A2                    | Таїланд         | 105-мм гаубиця                    | 32        |                                                            |       |
| L118                      | Велика Британія | 105-мм гаубиця                    | 60        |                                                            |       |
| Тип-59-1                  | КНР             | 130-мм пушка                      | 54        |                                                            |       |
| GHN-45                    | Канада Австрія  | 155-мм гаубиця                    | 42        |                                                            |       |
| M114                      | США             | 155-мм гаубиця                    | 48        |                                                            |       |
| M198                      | США             | 155-мм гаубиця                    | 61        |                                                            |       |
| Soltam M-71               | Ізраїль         | 155-мм гаубиця                    | 32        |                                                            |       |
| Тип 85                    | КНР             | 130-мм РСЗВ                       | 60        | РСЗО Тип 82 на шасі БТР Тип-85                             |       |
| DTI-1                     | Таїланд         | 302-мм РСЗВ                       | 18        | Таїландська ліцензійна версія китайського РСЗВ WS-1B WS-1B |       |
| M125A3                    | США             | 81-мм самоходный міномет          | 21        | Міномет M29 на шасі БТР M113                               |       |
| M106A3                    | США             | 107-мм самоходный міномет         | [ 3 ]     | Міномет M30 на шасі БТР M113                               |       |
| M1064A3                   | США             | 81-мм самоходный міномет          | 12        | Міномет M121 на шасі БТР M113A3                            |       |
|                           |                 | 81-мм міномет 107-мм міномет      | 1855      |                                                            |       |
|                           |                 | 120-мм міномет                    | 12        |                                                            |       |
| Засоби ППО                |                 |                                   |           |                                                            |       |
| Spada                     | Італія          | Зенітний ракетний комплекс        | [ 3 ]     |                                                            |       |
| Ігла-С                    | Росія           | ПЗРК                              | 36        |                                                            |       |
| FIM-43 Redeye             | США             | ПЗРК                              | [ 3 ]     |                                                            |       |
| HN-5A                     | КНР             | ПЗРК                              | [ 3 ]     |                                                            |       |
| M163 VADS                 | США             | 20-мм зенітна самохідна установка | 24        |                                                            |       |
| M42 Duster                | США             | 40-мм зенітна самохідна установка | 30        |                                                            |       |
| M167 «Вулкан»             | США             | 40-мм зенітна установка           | 24        |                                                            |       |
| Тип 74                    | КНР             | 37-мм спарена зенітна установка   | 52        |                                                            |       |
| Bofors L70                | Швеція          | 40-мм зенітна гармата             | 48        |                                                            |       |
| Тип 59                    | КНР             | 57-мм зенітна гармата             | 6+        |                                                            |       |

### Авіація
| Тип                                       | Виробництво     | Призначення               | Кількість | Примітки |        |
| Літаки                                    | Літаки          | Літаки                    | Літаки    | Літаки   | Літаки |
| ----------------------------------------- | --------------- | ------------------------- | --------- | -------- | ------ |
| Cessna O-1A Bird Dog Cessna O-1E Bird Dog | США             | спостереження та розвідки | 40        |          |        |
| Beech 200 King Air                        | США             | легкий транспортний       | 2         |          |        |
| Beech 1900C                               | США             | легкий транспортний       | 2         |          |        |
| CASA C-212 Aviocar                        | Іспанія         | військово-транспортний    | 1         |          |        |
| Cessna U-17B                              | США             | легкий транспортний       | 10        |          |        |
| Embraer ERJ-135LR                         | Бразилія        | транспортний              | 2         |          |        |
| British Aerospace Jetstream 41            | Велика Британія | транспортний              | 2         |          |        |
| MX-7-235 Star Rocket                      | США             | учбовий                   | 18        |          |        |
| CessnaT-41B Mescalero                     | США             | учбовий                   | 15        |          |        |
| Гелікоптери                               |                 |                           |           |          |        |
| Bell AH-1F Cobra                          | США             | бойовий                   | 3         |          |        |
| Мі-17В-5                                  | Росія           | багатоцільовий            | 3         |          |        |
| Boeing CH-47D Chinook                     | США             | військово-транспортний    | 6         |          |        |
| Sikorsky UH-60L Black Hawk                | США             | багатоцільовий            | 7         |          |        |
| Bell UH-1 Iroquois                        | США             | багатоцільовий            | 92        |          |        |
| Bell 206 Jet Ranger                       | США             | багатоцільовий            | 28        |          |        |
| Agusta AB-212                             | Італія          | транспортний              | 37        |          |        |
| Enstrom 480B                              | США             | легкий багатоцільовий     | 3         |          |        |
| Hughes 300C                               | США             | учбовий                   | 42        |          |        |